# 9833 Rilke
A 9833 Rilke (ideiglenes jelöléssel 1982 DW3) a Naprendszer kisbolygóövében található aszteroida. Freimut Börngen fedezte fel 1982. február 21-én.